# Čchen (styl tchaj-ťi)

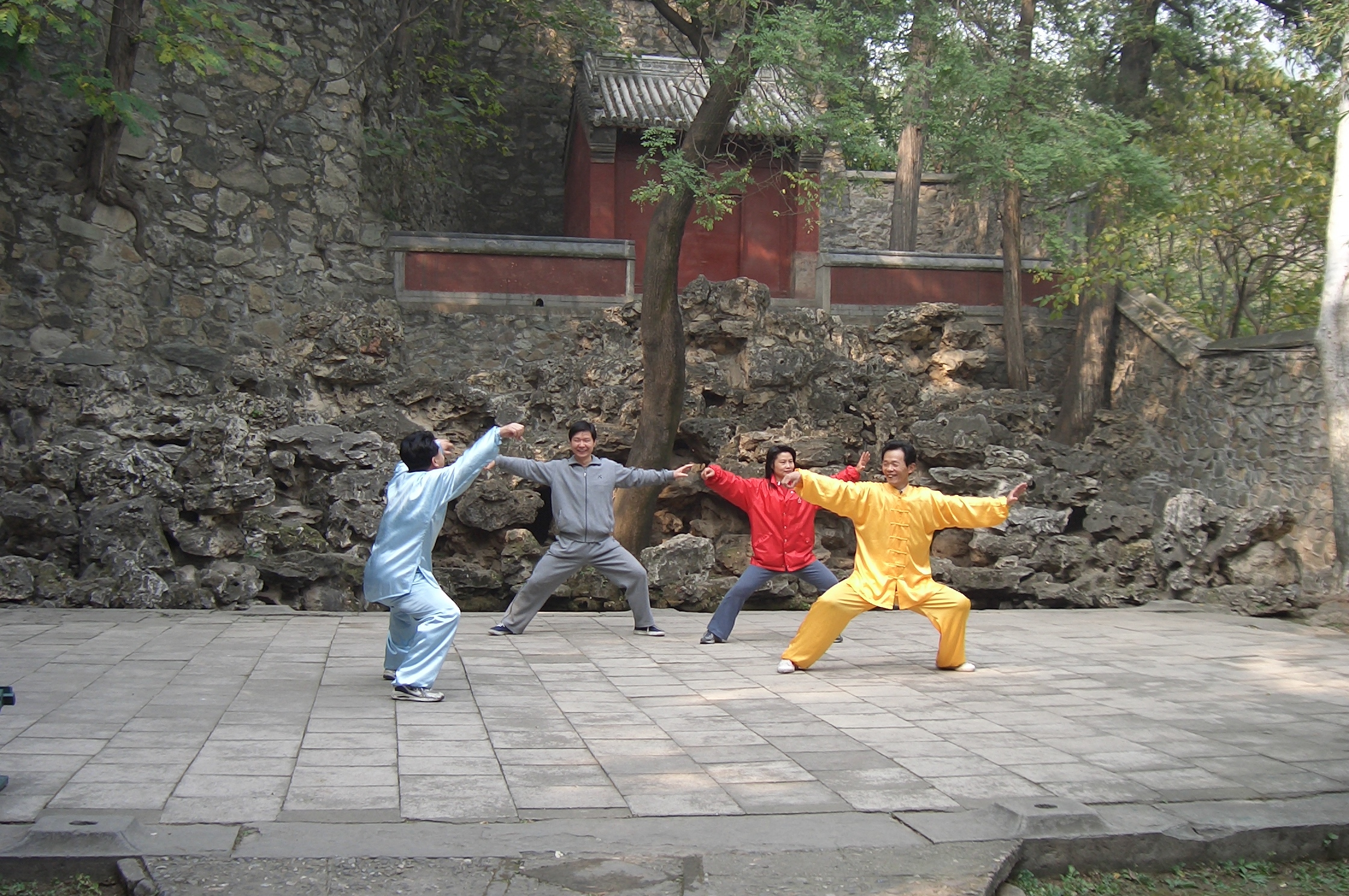
Cvičení čchen

Čchen tchaj-ťi čchűan (陈式太极拳, pinyin Chen taiji quan) je nejstarší z pěti hlavních větví čínského bojového umění tchaj-ťi čchüan.

## Systém Čchen tchaj-ťi čchűan
Pro styl Čchen je typická jeho všestrannost, neboť představuje jak efektivní zdravotní cvičení, tak i vysoce rozvinuté bojové umění. Tato podvojnost se odráží v základních technikách, ze kterých se skládá – na jedné straně měkké pomalé a uvolněné pohyby, na druhé straně rychlé explosivní výpady. Obojí propojeno v charakteristické spirály a kruhy. Pravidelný trénink tak působí příznivě na zdraví a zároveň umožňuje efektivní sebeobranu. V nenápadných spirálovitých a kruhových pohybech tradičních sestav se skrývá mnoho bojových technik, které vysvitnou až pod vedením zkušeného učitele.
Tchaj-ťi čchűan obsahuje osm základních „sil“, které obsahují pohyby v sestavách. Těchto osm „sil“ se v boji navzájem kombinuje a využívá se jejich rozdílných vlastností.
- Peng – „odražení“ nebo „odpružení“, považuje se za nejdůležitější a slouží mj. k eliminaci úderu (měkkému blokování)
- Lu – „zatažení“, pasivní obranná síla využívající útok soupeře
- Ji – „stisknutí“, obranná síla sloužící k vyvedení soupeře z rovnováhy
- An – „zatlačení“, obranná i útočná síla
- Cai – „stržení“, útočná síla sloužící k vyvedení soupeře z rovnováhy
- Lie - „rozdělení“, rychlá rotační síla
- Zhou – „úder loktem“, slouží při blízkém kontaktu
- Kao – „opření se ramenem“, také pro blízký kontakt

## Historie
Styl čchen tchaj-ťi čchűan se vyvinul v 17. století v rodině Čchen ve vesnici Chenjiagou (陳家溝). Jeho vznik se připisuje především postavě Chen Wangtinga (陈王廷, 1597–1664), který působil jako generál v armádě dynastie Ming, po jejímž pádu se plně věnoval rozvíjení Wushu a studiu taoismu.
Chen Wangting stvořil více sestav tchaj-ťi, mj. dlouhou formu se 108 pozicemi a 43 forem „Dělových pěstí“ (Laojia Erlu, Paochui). Stejně tak je zakladatelem cvičení tchuej-šou (tlačící se ruce) a techniky lepivé kopí. Vnější forma většiny pozic se opírá o cvičení 32 forem zápasu generála Qi Jiguang z 16. století. Ovšem Chen Wangting ji naplnil novým obsahem, který si odnesl ze svého studia taoistických praktik Daoyin a Tuna, které stojí také v základu mnoha praktik čchi-kungu (Qi Gong). Tak vzniklo mnohostranné bojové umění spojující rozvoj čchi, správné dýchání a účinnou sebeobranu.
Pravděpodobně nejznámější učitel z rodiny Čchen je Chen Changxing (陳長興 Chén Chángxīng, Ch'en Chang-hsing, 1771-1853), který spojil formy rozvržené Chen Wangtingem do dvou sestav, pro které se vžil název stará forma (老架, Lao Jia). Navzdory tradici vzal Chen Changxing v roce 1820 do učení prvního žáka nepocházejícího přímo z rodiny Čchen. Byl jím Yang Luchan, pozdější zakladatel stylu Jang. Tento mladší styl se stal rychle velmi populární a dal základ třem dalším rodinným stylům Tchaj-ťi – Wu, Hao (Wu/Hao) a Sun. Původní učení se nadále udržovalo jako rodinná tradice a nebylo určeno pro veřejnost až do roku 1928.
V posledních několika desetiletích se v Číně stal z Čchen tchaj-ťi čchűan jeden z hlavních bojových stylů. Stejně tak v západních zemích roste jeho popularita, ať už jakožto bojového umění nebo zdravého životního stylu. Obojí je důsledkem otevření, k němuž došlo ve 20. století.
Na konci 20. let porušil Chen Fake (陳發科, 陈发科, Chén Fākē, Ch'en Fa-k'e 1887-1957) a jeho synovec rodinou tradici a začali učit veřejně v Pekingu. Vliv tohoto učitele byl enormní a pekingská škola vyučující původní Chen Fakeho styl, nazývaný také Nový rám (Xin Jia), se proslavila díky mnoha slavným žákům. Mezi nejslavnější žáky Chen Fake patří Chen Zhaokui (陈照奎, Čchen Čao-Kchui), Chen Zhaopi (陈照丕, Čchen Čao-Pchi), Tian Xiuchen (田秀臣, Tchien Siu-Čchen), Lei Muni (雷慕尼,Lej Mu-Ni), Li Zhongyin(李忠荫, Li Čung-Jin), Xiao Qinglin (肖庆林,Siao Čing-Lin), Li Jingwu (李经悟, Li Ťing-Wu), Feng Zhiqiang (冯志强, Feng Č'-čiang) a Tian Jianhua (田剑华 Tchien Ťien-Chua).
V 80. letech se uskutečnilo druhé prolomení spojené se změnou čínské zahraniční politiky a s migrací čínských mistrů po světě. V této době byl ve vesnici Chen Jia Gou také ustanoven titul Buddhův bojovník pro čtyři putující učitele. Tito zvláštně vycvičení mistři cestují po světě a šíří nejstarší formu Tchán-ťi v západních zemích. Čtyři Buddhovi bojovníci jsou Čchen Siao-wang (vnuk Chen Fakea), Chen Zhenglei, Wang Xian a Ču Tchien-cchaj. Poslední z nich je učitelem Čaj Chua (Zhai Hua) a Čchin Ming Tchang (Qin Ming Tang), kteří přinesli Čchen tchaj-ťi čchűan do České republiky. Žákem Ču Tchien-cchaj je také Radek Kolář.

## Tradiční sestavy
Do metodiky stylu Čchen patří několik sestav, se kterými jsou nerozlučně spjaty další druhy cvičení. Termíny "styl", "podstyl" , "sestava" a "forma" se nepoužívají jednotně. Pro sestavu nebo dvojici sestav, kterým jsou vlastní další cvičení (drily jednotlivých forem, procvičování principů, bojových aplikací, procvičování ve dvojici, posilování a zlepšování pozice dlouhým stáním atd.) se též někdy používá termín "styl".

### Lao Jia
Tradiční stará forma (Lao-tia [Laojia, 老架]) tchaj-ťi čchüan rodiny Čchen. Skládá se ze dvou sestav - první (Laojia yilu, 老架一路) a druhé (Laojia erlu, 老架二路) formy.
Vytvořil ji mistr Čchen Čhang-sing (1771 - 1853, 14 generace). Učitel legendárního Jang Lu-čchana [Yang LuChan], zakladatele stylu jang.

#### Lao Jia Yi Lu
Laojia yilu je klíčem a základní tréninkovou sestavou stylu Čchen tchaj-ťi čchűan. Vzešly z ní další styly a sestavy taijiquan, obsahuje mnoho pomalých plynulých pohybů, které vycházejí z principů navíjení hedvábí.
1. 预备势 you4 bei4 shi4 [jű-pej š'] – Příprava
2. 金刚捣碓 jin1 gang1 dao3 dui4 [ťin-kang tao-tuej] – Arhatův přetočený úder
3. 懒扎衣 lan3 zha1 yi1 [lan-ča ji] – Líné uvazování oděvu
4. 六封四闭 liu4 feng1 si4 bi4 [liou-feng s'-pi] – Šestero pečetění, čtvero zavření
5. 单鞭 dan1 bian1 [tan-pien] – Jednostranný bič
6. 金刚捣碓 jin1 gang1 dao3 dui4 [ťin-kang tao-tuej] – Arhatův přetočený úder
7. 白鹤亮翅 bai2 he4 liang4 chi4 [paj-e liang-čch'] – Bílá husa provětrává křídla
8. 斜行 xie2 xing4 [sie-sing] – Chůze našikmo
9. 搂膝 lou3 xi1 [lou-si] – Objímání kolene
10. 上三步 shang4 san1 bu4 [šang-san-pu] – Trojí vykročení
11. 斜行 xie2 xing4 [sie-sing] – Chůze našikmo
varianta: 斜形 xie2 xing2 [sie-sing] Postoj našikmo
12. 搂膝 lou3 xi1 [lou-si] – Objímání kolene
13. 上三步 shang4 san1 bu4 [šang-san-pu] – Trojí vykročení
14. 掩手肱拳 yan3 shou3 gong1 quan2 [jan-šou kung-čchűan] – Zakrytí ruky a úder paží
varianta: 掩手肱捶 yan3 shou3 gong1 chui2 [jan-šou kung-čchuej] Zakrytí ruky a úder paží
15. 金刚捣碓 jin1 gang1 dao3 dui4 [ťin-kang tao-tue] – Arhatův přetočený úder
16. 撇身拳 pie3 shen1 quan2 [pchie-šen-čchűan] – Úder nakloněným tělem
varianta: 撇身捶 pie3 shen1 chui2 [pchie-šen-čchuej] Úder nakloněným tělem
17. 青拢出水 qing1 long2 chu1 shui3 [čching-lung čcho-šuej] – Černý drak vystupuje z vody
18. 双推手 shuang1 tui1 shou3 [šuang tchuej-šou] – Odtlačování oběma rukama
19. 肘底看拳 zhou3 di3 kan1 quan2 [čou-ti kchan-čchűan] – Sledování pěsti pod loktem
varianta: 肘底拳 zhou3 di3 quan2 [čou-ti čchűan] Pěst pod loktem
20. 倒卷肱 dao4 juan3 gong1 [tao-tüan-kung] – Ústup s navíjením paže
21. 白鹤亮翅 bai2 he4 liang4 chi4 [paj-e liang-čch'] – Bílá husa provětrává křídla
22. 斜行 xie2 xing4 [sie-sing] – Chůze našikmo
23. 闪通背 shan3 tong1 bei1 [šan-tchung-pej] – Problesknutí přes záda
24. 掩手肱拳 yan3 shou3 gong1 quan2 [jan-šou kung-čchűan] – Zakrytí ruky a úder paží
25. 六封四闭 liu4 feng1 si4 bi4 [liou-feng s'-pi] – Šestero pečetění, čtvero zavření
26. 单鞭 dan1 bian1 [tan-pien] – Jednostranný bič
27. 运手 yun4 shou3 [jűn-šou] – Stěhování rukou 
varianta: 云手 yun2 shou3 [jűn-šou] Ruce plují jako oblaka
28. 高探马 gao1 tan4 ma3 [kao-tchan-ma] – Zvysoka se natáhnout na koni
29. 右擦脚 you4 ca1 jiao3 [jou-ccha-tiao] – Pravé stíraní nártu
30. 左擦脚 zuo3 ca1 jiao3 [cuo-ccha-tiao] – Levé stíraní nártu
31. 左蹬一跟 zuo3 deng4 yi1 gen1 [cuo-teng ji-ken]  – Levý kop patou
32. 上三步 shang4 san1 bu4 [šang-san-pu] – Trojí vykročení
33. 击地捶 ji1 di4 chui2 [ťi-ti-čchuej] – Úder pěstí do země
varianta: 神仙一 把抓 shen2 xian1 yi1 ba3 zhua1 [še-sian ji-pá-čua] Nesmrtelný nabírá do hrsti
34. 踢二起 ti1 er4 qi3 [tchi-er-či] – Dvojí kop nahoru
35. 护心拳 hu4 xin1 quan2 [chu-sin-čchűan] – Úder chráníci srdce
varianta: 护心捶 hu4 xin1 chui2 [chu-sin-čchuej] Úder chráníci srdce
36. 旋风脚 xuan4 feng1 jiao3 [süen-feng-tiao] – Kop větrného víru
37. 右蹬一跟 you4 deng4 yi1 gen1 [jou-teng ji-ken]  – Pravý kop patou
38. 掩手肱拳 yan3 shou3 gong1 quan2 [jan-šou kung-čchűan] – Zakrytí ruky a úder paží
39. 小擒打 xiao3 qin2 da3 [siao-čchin-ta] – Malé chycení a úder
40. 抱头推山 bao4 tou2 tui1 shan1 [pao-tchou tchuej-šan] – Držení hlavy a odtlačování hory
41. 六封四闭 liu4 feng1 si4 bi4 [liou-feng s'-pi] – Šestero pečetění, čtvero zavření
42. 单鞭 dan1 bian1 [tan-pien] – Jednostranný bič
43. 前招 qian2 zhao1 [čchien-čao] – Přední technika
44. 后招 hou4 zhao1 [chou-čao] – Zadní technika
45. 野马芬鬃 ye3 ma3 fen4 zong1 [Je-ma fen-cung] – Rozčesávání hřívy divokého koně
46. 六封四闭 liu4 feng1 si4 bi4 [liou-feng s'-pi] – Šestero pečetění, čtvero zavření
47. 单鞭 dan1 bian1 [tan-pien] – Jednostranný bič
48. 玉女穿梭 yu4 nu:3 chuan1 suo1 [jű-nű čchuan-suo] – Jadeitová žínka navléká člunek
49. 懒扎衣 lan3 zha1 yi1 [lan-ča ji] – Líné uvazování oděvu
50. 六封四闭 liu4 feng1 si4 bi4 [liou-feng s'-pi] – Šestero pečetění, čtvero zavření
51. 单鞭 dan1 bian1 [tan-pien] – Jednostranný bič
52. 运手 yun4 shou3 [jűn-šou] – Stěhování rukou
53. 双摆连 shuang1 bai3 lian2 [šuang-paj-lien] – Dvojí opsání lotosu
54. 跌岔 die1 cha4 [tie-čcha] – Spadnout do roznožky
55. 金鸡独立 jin1 ji1 du2 li4 [ťin-ti tu-li] – Zlatý kur stojí na jedné noze
56. 倒卷肱 dao4 juan3 gong1 [tao-tüan-kung] – Ústup s navíjením paže
57. 白鹤亮翅 bai2 he4 liang4 chi4 [paj-e liang-čch'] – Bílá husa provětrává křídla
58. 斜行 xie2 xing4 [sie-sing] – Chůze našikmo
59. 闪通背 shan3 tong1 bei1 [šan-tchung-pej] – Problesknutí přes záda
60. 掩手肱拳 yan3 shou3 gong1 quan2 [jan-šou kung-čchűan] – Zakrytí ruky a úder paží
61. 六封四闭 liu4 feng1 si4 bi4 [liou-feng s'-pi] – Šestero pečetění, čtvero zavření
62. 单鞭 dan1 bian1 [tan-pien] – Jednostranný bič
63. 运手 yun4 shou3 [jűn-šou] – Stěhování rukou
64. 高探马 gao1 tan4 ma3 [kao-tchan-ma] – Zvysoka se natáhnout na koni
65. 十字脚 shi2 zi4 jiao3 [š'-c'-tiao] – Kop křížem
66. 指档捶 zhi3 dang4 chui2 [č'-tang-čchuej] – Úder pěstí na rozkrok
67. 猿猴献果 yuan2 hou2 xian4 guo3 – [jűan-chou sian-kuo] – Bílý op se chlubí plody
varianta: 猿猴探果 yuan2 hou2 tan4 guo3 [jűan-chou tchan-kuo] Bílý op ukazuje ovoce
68. 单鞭 dan1 bian1 [tan-pien] – Jednostranný bič
69. 雀地龙 que4 di4 long2 [čchüe-ti-lung] – Drak se snáší k zemi jak pták
70. 上步七星 shang4 bu4 qi1 xing1 [šang-pu čchi-sing]  – Vykročení a sedm hvězd
71. 下步跨 肱 xia4 bu4 kua4 gong1 [sia-pu kchua-kung] – Dokročení a rozpažení
varianta: 下步跨虎 xia4 bu4 kua4 hu3 [sia-pu kchua-chu] Dokročit a osedlat tygra
72. 双摆连 shuang1 bai3 lian2 [šuang-paj-lien] – Dvojí opsání lotosu
73. 当头炮 dang1 tou2 pao4 [tang-tchou-pchao] – Moždíř na hlavu
74. 金刚捣碓 jin1 gang1 dao3 dui4 [ťin-kang tao-tuej] – Arhatův přetočený úder
75. 收势 shou1 shi4 [šou-š'] – Zakončení

### Xiao Jia Yi Lu, Er Lu
Xiao Jia je tradiční styl Chen taiji. Na rozdíl od velmi rozšířené Lao jia (v Xiao Jia nazývané Da Jia) si styl zachoval tradiční způsob výuky.
Xiao jia se v angličtině někdy říká „small frame“, což je poněkud zavádějící označení. Na českém internetu existují o Xiao Jia různé mýty, jako že jde o styl, kde se formy dělají velmi malé, nebo dokonce že jde o styl, který v Chenjiagou cvičili jen staří lidé. Styl Xiao Jia je autentický styl taiji a vyučovaná forma dnes vypadá téměř přesně tak, jak ji popsal ve svém slavném manuálu Chen Xin (陈鑫): 陈氏太极拳图说 (Dostupné online v anglickém překladu zde) nebo jeho žák Chen Zhiming ve svém textu (online zde)
Podle osobního sdělení Chen Peishana se zdá, že styl se prostě dlouhou dobu tradičně vyučoval ve vzdálenější části vesnice, jeho zvládnutí bylo obtížnější a byl považován za skutečné „kung fu“. Popularizace stylu začala poměrně později než popularizace Da Jia. Xiao Jia je také tradičně méně spojena s Chen Jiagou. Zdá se, že většina lidí, kteří Xiao Jia cvičili v 18. generaci rodiny Chen a později, žila mimo Chenjiagou. Chen Liqing v Xianu například, další lidé z její generace ještě jinde. Na kontinentu je Xiao Jia k vidění v parcích v Kaifengu, Xianu, Luoyangu – ale v Chenjiagou o Xiaojia neuslyšíte, všichni se tam tváří, jako že nic takového neexistuje, ačkoli třeba Zhu Jiancai se Xiao Jia učil v Chen Jiagou od Chen Kezhonga (50.–60. léta).
Na internetu jsou k vidění ukázky cvičení zástupců 20. generace rodiny Chen tradice Xiao Jia – Chen Peishana nebo jeho sestry Chen Peijiu, nebo zástupců ještě starší generace Chen Boxiang (陈伯祥), Chen Qinghuan (陈清环), Chen Liqing (陳立清) (1914–2009). Část nositelů tradice Xiao Jia odešla v roce 1949 na Tchaj-wan, kde Xiao Jia vyučoval například velmistr Du Yuze (杜毓澤). Z jeho žáků na Tchaj-wanu dříve učil Xiao Jia snad jen Tu Zongren 凃宗仁. V kontinentální Číně a v USA publikoval na videu řadu forem také Chen Yunfu, student Chen Liqing. V Německu z této tchajwanské linie učí Xiao Jia Dietmar Stubenbaum.